# Mayones Guitars & Basses
Mayones Guitars & Basses — производитель электрогитар и бас-гитар из Гданьска, Польша. Вся продукция изготавливается исключительно вручную.
Компания Mayones была основана в 1982 году двумя друзьями. Вскоре она стала семейным предприятием супружеской пары Галины и Зенона Дзевульских.

## Список гитаристов, использующих продукцию Mayones Guitars & Basses
Среди наиболее известных гитаристов и басистов, играющих на гитарах и бас-гитарах компании Mayones можно встретить:
- Войтек Пиличовски (Woobie Doobie)
- Андерс Нюстрём (Katatonia & Bloodbath)
- Эндрю Крейган (My Dying Bride)
- Аарон Аэди (Paradise Lost)
- Грегор Макинтош (Paradise Lost)
- Никлас Сандин (Dark Tranquillity) — Mayones Setius GTM 6 Gothic — можно увидеть в клипе «In My Absence»; Mayones Setius GTM 6 — можно увидеть в клипе «Uniformity»
- Даниэль Антонсон (Dark Tranquillity)
- Даниэль Гильденлёв (Pain of Salvation)
- Джимми Хаслип (Yellowjackets)
- Йохан Эдлунд (Tiamat)
- Йонас Ренксе (Bloodbath)
- Лена Абэ (My Dying Bride)
- Вилле Фриман (Insomnium)
- Миша Мансур (Periphery)
- Мик Гордон (Doom)
- Экл Кэни (Tesseract)
- Дмитрий «Фео» Порубов (Психея)
- Вячеслав Кочарин (Психея)
- Сергей Маврин (Маврин)
- Джон Браун (Monuments)
- Понтус Хьельм (Dead By April)
- Антон Давидянц
- Рюд Йоли (Within Temptation)
- Юрий Лампочкин (The Korea)
- Фредерико Маламан